# Centrale laitière de la Vallée d'Aoste
La Centrale laitière de la Vallée d'Aoste Sarl est une entreprise italienne, ayant son siège à Gressan, dans la Vallée d'Aoste, spécialisée dans les produits laitiers typiques du territoire alpin.

## Historique
La centrale fut fondée en 1965 par l'administration régionale de la Vallée d'Aoste, afin de réunir la production laitière des plus importantes entreprises du secteur présentes sur le territoire.
Le nouveau siège près de la Cure de Chevrot (Gressan) a été inauguré en 1998. En 2004 la société a été relevée par un groupe d'entrepreneurs valdôtains.
La filière de production est entièrement contrôlée et garantie par la Centrale laitière.

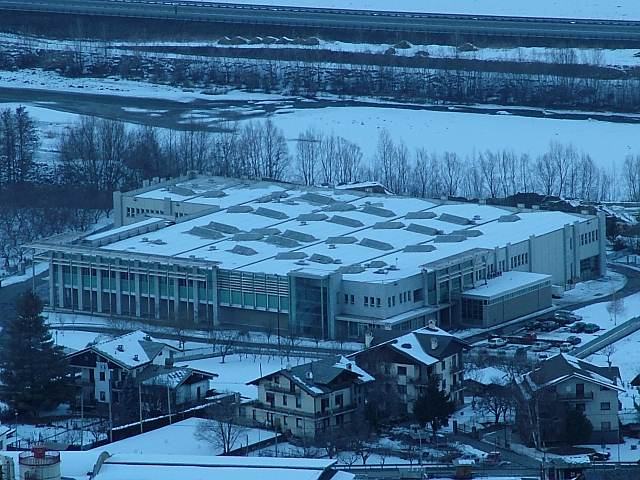
Le siège à Gressan.
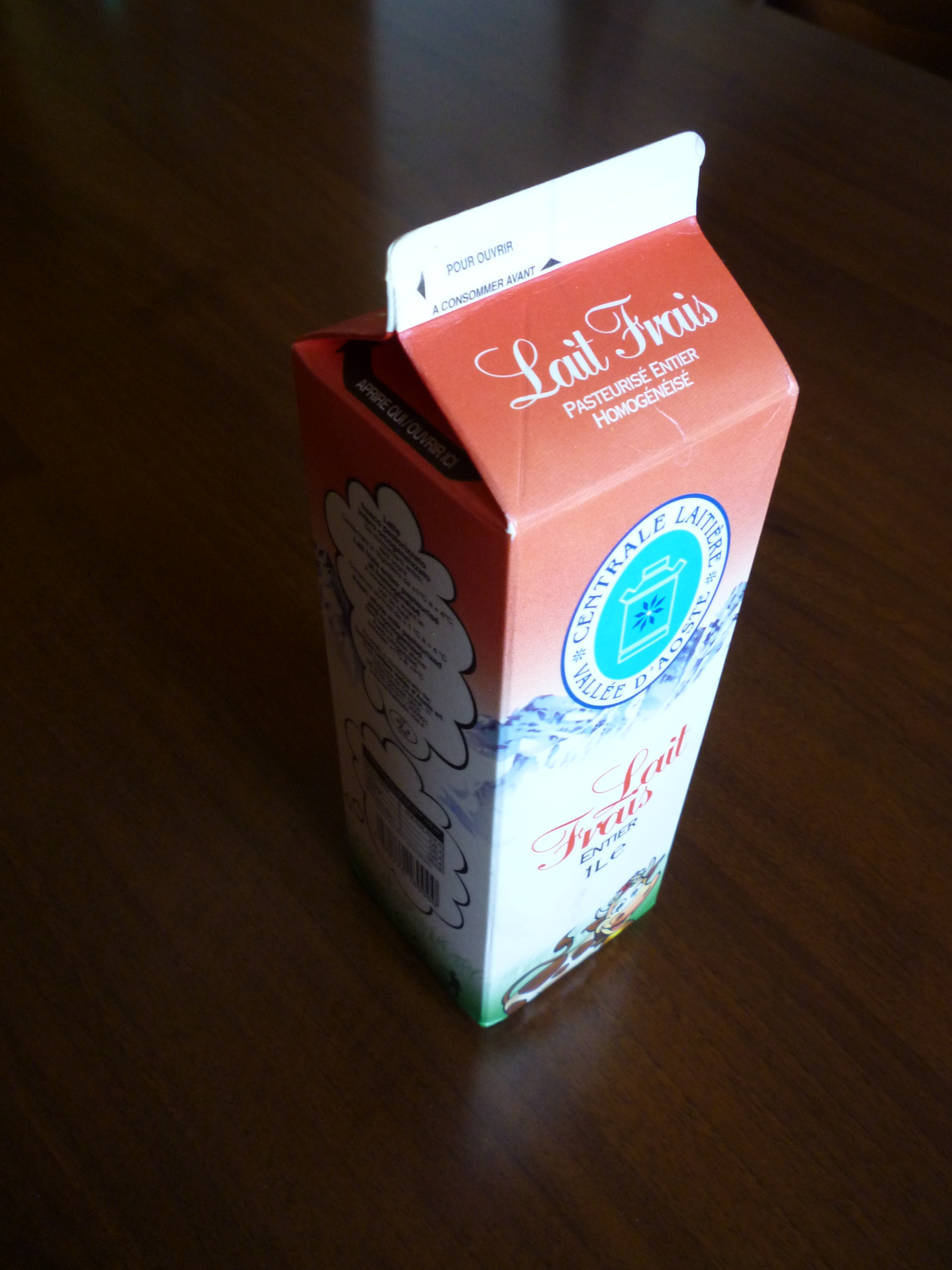
Carton d'un litre de lait frais entier.

## Produits
- Lait : frais et UHT, entier et demi-écrémé
- Yaourt
- Produits laitiers traditionnels de la Vallée d'Aoste : Crème, brossa, réblèque, beurre
- Fromages traditionnels italiens : Tomme de Gressoney, tomins piémontais, fior di latte, primosale, et autres.

## Producteurs
- Coopérative agricole Mara Viérin (Aoste)
- Coopérative agricole Marcoz, Bionaz et Joyeusaz (Brissogne)
- Coopérative agricole La Sarieula (Saint-Denis)
- Coopérative agricole Joly, Montrosset et Nicolettaz (Fénis)
- Coopérative agricole Contini (Gressan)
- Coopérative agricole Chabod et Chanoine (La Salle)
- Coopérative agricole « La vache rit » ; Coopérative agricole Valdigne Mont-Blanc ; Coopérative agricole Gex (Morgex)
- Coopérative agricole Mathieu Pont ; Coopérative agricole Lo Nic ; Coopérative agricole Marquis (Nus)
- Coopérative agricole Dalbard (Pollein)
- Coopérative agricole Bionaz (Quart)
- Coopérative agricole Munier (Saint-Pierre)
- Coopérative agricole Didier Bieller (Saint-Vincent)
- Coopérative agricole Favre et Lazier (Verrès)